# Canotaj la Jocurile Olimpice de vară din 1976
Probele sportive de canotaj la Jocurile Olimpice de vară din 1976 s-au desfășurat în perioada 18 – 25 iulie 1976 la bazinul olimpic pe Insula Notre Dame.

## Rezultate

### Masculin
| Probă                           | Aur | Argint | Bronz |
| Simplu vâsle detalii            | Pertti Karppinen (FIN) | Peter-Michael Kolbe (FRG) | Joachim Dreifke (GDR) |
| Dublu vâsle detalii             | Frank Hansen Alf Hansen (NOR) | Chris Baillieu Michael Hart (GBR) | Jürgen Bertow Uli Schmied (GDR) |
| Patru vâsle detalii             | Germania de Est (GDR) · Wolfgang Güldenpfennig · Rüdiger Reiche · Karl-Heinz Bußert · Michael Wolfgramm                                                                                            | Uniunea Sovietică (URS) · Evgheni Duleev · Iuri Iakimov · Aivars Lazdenieks · Vytautas Butkus                                                                                  | Cehoslovacia (TCH) · Jaroslav Hellebrand · Václav Vochoska · Zdeněk Pecka · Vladek Lacina                                                                  |
| Dublu rame fără cârmaci detalii | Bernd Landvoigt Jörg Landvoigt (GDR) | Calvin Coffey Mike Staines (USA) | Peter van Roye Thomas Strauß (FRG) |
| Dublu rame cu cârmaci detalii   | Germania de Est (GDR) · Harald Jährling · Friedrich-Wilhelm Ulrich · Georg Spohr (c) | Uniunea Sovietică (URS) · Dmitri Behterev · Iuri Șurkalov · Iuri Lorențson (c)                                                                                                 | Cehoslovacia (TCH) · Oldřich Svojanovský · Pavel Svojanovský · Ludvík Vébr (c)                                                                             |
| Patru rame fără cârmaci detalii | Germania de Est (GDR) · Siegfried Brietzke · Andreas Decker · Stefan Semmler · Wolfgang Mager | Norvegia (NOR) · Ole Nafstad · Arne Bergodd · Finn Tveter · Rolf Andreassen | Uniunea Sovietică (URS) · Raul Arnemann · Nikolai Kuznețov · Valeri Dolinin · Anușavan Gassan-Djalalov                                                     |
| Patru rame cu cârmaci detalii   | Uniunea Sovietică (URS) · Vladimir Eșinov · Nikolai Ivanov · Mihail Kuznețov · Aleksandr Klepikov · Aleksandr Sema · Aleksandr Lukianov (c)                                                        | Germania de Est (GDR) · Andreas Schulz · Rüdiger Kunze · Walter Dießner · Ullrich Dießner · Johannes Thomas (c)                                                                | Germania de Vest (FRG) · Hans-Johann Färber · Ralph Kubail · Siegfried Fricke · Peter Niehusen · Hartmut Wenzel (c)                                        |
| Opt rame cu cârmaci detalii     | Germania de Est (GDR) · Bernd Baumgart · Gottfried Döhn · Werner Klatt · Hans-Joachim Lück · Dieter Wendisch · Roland Kostulski · Ulrich Karnatz · Karl-Heinz Prudöhl · Karl-Heinz Danielowski (c) | Marea Britanie (GBR) · Richard Lester · John Yallop · Timothy Crooks · Hugh Matheson · David Maxwell · Jim Clark · Frederick Smallbone · Lenny Robertson · Patrick Sweeney (c) | Noua Zeelandă (NZL) · Ivan Sutherland · Trevor Coker · Peter Dignan · Lindsay Wilson · Joe Earl · Dave Rodger · Alec McLean · Tony Hurt · Simon Dickie (c) |

### Feminin
| Probă                          | Aur | Argint | Bronz |
| Simplu vâsle detalii           | Christine Scheiblich (GDR) | Joan Lind (USA) | Elena Antonova (URS) |
| Dublu vâsle detalii            | Svetla Oțetova Zdravka Iordanova (BUL) | Sabine Jahn Petra Boesler (GDR) | Eleonora Kaminskaitė Genovaitė Ramoškienė (URS) |
| Patru vâsle cu cârmaci detalii | Germania de Est (GDR) · Anke Borchmann · Jutta Lau · Viola Poley · Roswietha Zobelt · Liane Weigelt (c)                                                                               | Uniunea Sovietică (URS) · Anna Kondrașina · Mira Briunina · Larisa Alexandrova · Galina Ermolaeva · Nadejda Cernișiova (c)                                                          | România (ROU) · Ioana Tudoran · Maria Micșa · Felicia Afrăsiloaie · Elisabeta Lazăr · Elena Giurcă (c)                                                                          |
| Dublu rame detalii             | Sika Kelbeceva Stoianka Gruiceva (BUL) | Angelika Noack Sabine Dähne (GDR) | Edith Eckbauer Thea Einöder (FRG) |
| Patru rame cu cârmaci detalii  | Germania de Est (GDR) · Karin Metze · Bianka Schwede · Gabriele Lohs · Andrea Kurth · Sabine Heß (c)                                                                                  | Bulgaria (BUL) · Ginka Giurova · Lileana Vaseva · Reni Iordanova · Marika Modeva · Kapka Gheorghieva (c)                                                                            | Uniunea Sovietică (URS) · Nadejda Sevostinova · Liudmila Krohina · Galina Mișenina · Anna Pasoha · Lidia Krilova (c)                                                            |
| Opt rame cu cârmaci detalii    | Germania de Est (GDR) · Viola Goretzki · Christiane Knetsch · Ilona Richter · Brigitte Ahrenholz · Monika Kallies · Henrietta Ebert · Helma Lehmann · Irina Müller · Marina Wilke (c) | Uniunea Sovietică (URS) · Liubov Talalaeva · Nadejda Roșcina · Klavdija Koženkova · Olena Zubko · Olha Kolkova · Nelli Tarakanova · Nadia Rozhon · Olha Huzenko · Olha Puhovska (c) | Statele Unite ale Americii (USA) · Jackie Zoch · Anita DeFrantz · Carie Graves · Marion Greig · Anne Warner · Peggy McCarthy · Carol Brown · Gail Ricketson · Lynn Silliman (c) |

## Clasament pe medalii
| Loc   | Țară                       | Aur | Argint | Bronz | Total |
| ----- | -------------------------- | --- | ------ | ----- | ----- |
| 1     | Germania de Est            | 9   | 3      | 2     | 14    |
| 2     | Bulgaria                   | 2   | 1      | –     | 3     |
| 3     | Uniunea Sovietică          | 1   | 4      | 4     | 9     |
| 4     | Norvegia                   | 1   | 1      | –     | 2     |
| 5     | Finlanda                   | 1   | –      | –     | 1     |
| 6     | Statele Unite ale Americii | –   | 2      | 1     | 3     |
| 7     | Marea Britanie             | –   | 2      | –     | 2     |
| 8     | Germania de Vest           | –   | 1      | 3     | 4     |
| 9     | Cehoslovacia               | –   | –      | 2     | 2     |
| 10    | Noua Zeelandă              | –   | –      | 1     | 1     |
| 10    | România                    | –   | –      | 1     | 1     |
| Total | Total                      | 14  | 14     | 14    | 42    |